# Санта Фјора
Санта Фјора (итал. Santa Fiora) је насеље у Италији у округу Гросето, региону Тоскана.
Према процени из 2011. у насељу је живело 1364 становника. Насеље се налази на надморској висини од 690 м.

## Становништво
Према резултатима пописа становништва 2011. у општини је живело 2.702 становника.
| 1931. | 1936. | 1951. | 1961. | 1971. | 1981. | 1991. | 2001. | 2011. |
| ----- | ----- | ----- | ----- | ----- | ----- | ----- | ----- | ----- |
| 5.390 | 5.101 | 4.814 | 4.397 | 3.710 | 3.245 | 3.008 | 2.767 | 2.702 |

## Партнерски градови
- Pozzuolo del Friuli